# 40-ва армія (СРСР)
Сороко́ва а́рмія (40 А) — оперативне об'єднання сухопутних військ радянських військ, загальновійськова армія в роки Німецько-радянської війни та післявоєнний час.

## Історія

### Перше формування

#### Командування
- Командувачі:
  - генерал-майор, з листопаду 1941 генерал-лейтенант Подлас К. П. (серпень 1941 — березень 1942);
  - генерал-лейтенант артилерії Парсегов М. А. (березень — липень 1942);
  - генерал-лейтенант Попов М. М. (липень — жовтень 1942);
  - генерал-лейтенант, з вересня 1943 генерал-полковник Москаленко К. С. (жовтень 1942 — жовтень 1943);
  - генерал-лейтенант Жмаченко П. Ф. (жовтень 1943 — до кінця війни).

### Друге формування

#### Командування
- Командувачі:
  - генерал-лейтенант Тухарінов Ю. В. (12.12.1979 — 23.9.1980);
  - генерал-лейтенант Ткач Б. І. (23.9.1980 — 7.5.1982);
  - генерал-лейтенант Єрмаков В. Ф. (7.5.1982 — 4.11.1983);
  - генерал-лейтенант Генералов Л. Є. (4.11.1983 — 19.4.1985);
  - генерал-лейтенант Родіонов І. М. (19.4.1985 — 30.4.1986);
  - генерал-лейтенант Дубинін В. П. (30.4.1986 — 1.6.1987);
  - генерал-лейтенант Громов Б. В. (1.6.1987 — 15.2.1989).